# Нижня Гарасимівка
Ни́жня Гара́симівка — село в Україні, у Сорокинській міській громаді Довжанського району Луганської області. Населення становить 858 осіб.

## Географія
Географічні координати: 48°18' пн. ш. 39°58' сх. д. Часовий пояс — UTC+2. Загальна площа села — 5,876 км².
Село розташоване у східній частині Донбасу за 17 км від центру громади — міста Сорокине. Через село протікає річка Велика Кам'янка.

## Історія
12 червня 2020 року, відповідно до Розпорядження Кабінету Міністрів України № 717-р «Про визначення адміністративних центрів та затвердження територій територіальних громад Луганської області», увійшло до складу Сорокинської міської громади.
17 липня 2020 року, в результаті адміністративно-територіальної реформи та ліквідації Сорокинського району, увійшло до складу новоутвореного Довжанського району.

## Населення
За даними перепису 2001 року населення села становило 858 осіб, з них 1,86 % зазначили рідною мову українську, 98,14 % — російську.

## Економіка
На території сільської ради діють ТОВ «Ремавтоматика», яка спеціалізується на видобутку кам'яного вугілля, та ТОВ «Агроукрптаха», яка спеціалізується на виробництві м'яса птиці.